# Göran Waxberg
Göran Waxberg (ur. 29 maja 1919 w Kolbäck, zm. 17 stycznia 2007 w Höganäs) – szwedzki lekkoatleta, wieloboista, medalista mistrzostw Europy z 1946.
Zdobył brązowy medal w dziesięcioboju  na mistrzostwach Europy w 1946 w Oslo, przegrywając jedynie z reprezentantem Norwegii Godtfredem Holmvangiem i z Siergiejem Kuzniecowem ze Związku Radzieckigo.
Był mistrzem Szwecji w dziesięcioboju w latach 1942–1945 oraz w pięcioboju w latach 1943–1945, a także wicemistrzem w dziesięcioboju w 1946.
Był rekordzistą Szwecji w pięcioboju (3574 punkty w 1944).
Jego rekord życiowy w dziesięcioboju wynosił 7008 punktów (ustanowiony 25 lipca 1943 w Borås, najlepszy wynik w 1943 na świecie), a w skoku w dal 7,24 m (19 sierpnia 1944 w Sztokholmie).